# Damian Lillard
Damian Lamonte Ollie Lillard, född 15 juli 1990 i Oakland i Kalifornien, är en amerikansk basketspelare (point guard), som spelar för Portland Trail Blazers i NBA. Säsongen 2012/2013 utsågs Lillard till NBA Rookie of the Year.

## College-karriär
Damian spelade fyra säsonger för Weber State. Säsongen 2011-2012 fick han mycket uppmärksamhet då hans poängsnitt ökade till över 24 poäng per match.

## NBA-karriär

### Rookie-säsong
Lillard draftades 6:a totalt av Portland Trail Blazers. I januari 2013 gjorde Lillard 37 poäng vilket var det mesta han gjort dittills i sin karriär. Lillard utsågs i slutet av året till NBA Rookie of the Year.

### Säsongen 2013-2014
Damian blev utsedd till NBA:s All-Star lag i western conference och ökade sitt poängsnitt till över 20 per match. Han spelade en viktig roll i en oväntat stark säsong för Portland som slutade som 5:a i western conference. Detta gjorde han tillsammans med LaMarcus Aldridge som formade en All-Star duo i Portland.